# Distrikt Maranura
Der Distrikt Maranura liegt in der Provinz La Convención der Region Cusco in Südzentral-Peru. Der Distrikt wurde am 17. März 1961 gegründet. Er hat eine Fläche von 150,3 km². Beim Zensus 2017 lebten 4134 Einwohner im Distrikt. Im Jahr 1993 lag die Einwohnerzahl bei 8878, im Jahr 2007 bei 5772. Die Distriktverwaltung befindet sich in der 1110 m hoch gelegenen Ortschaft Maranura mit 569 Einwohnern (Stand 2017). Diese liegt 11 km südlich der Provinzhauptstadt Quillabamba. Das mit 534 Einwohnern (Stand 2017) zweitgrößte Dorf des Distriktes ist Santa Maria la Nueva (meist kurz „Santa Maria“ genannt), am rechten Ufer des Río Urubamba gelegen (von Maranura aus flussaufwärts).

## Geographische Lage
Der Distrikt Maranura liegt im zentralen Südosten der Provinz La Convención. Der Distrikt befindet sich in der peruanischen Ostkordillere beiderseits des in nördlicher Richtung strömenden Río Urubamba.
Der Distrikt Maranura grenzt im Süden an den Distrikt Santa Teresa, im Südwesten an den Distrikt Vilcabamba, im Westen an den Distrikt Santa Ana, im Nordosten an den Distrikt Echarati, im Osten an den Distrikt Ocobamba sowie im Südosten an den Distrikt Huayopata.